# I Need Your Love
I Need Your Love är en låt av Calvin Harris (med Ellie Goulding som gästartist) från albumet 18 Months från 2012. Singeln släpptes den 12 april 2013. "I Need Your Love" är skriven av Harris och Goulding själva och kan beskrivas som electrohouse, syntpop och danspop.